# Јесења изложба УЛУС-а (1991)
Јесења изложба УЛУС-а (1991) се у септембру 1991. године одржала у галеријском простору Удружења ликовних уметника Србије односно у Уметничком павиљону "Цвијета Зузорић", у Београду, а у октобру се одржала у Крагујевцу, у Народном музеју.

## Награде
Добитник награде односно монографије на овој Јесењој изложби УЛУС-а је уметник Бора Иљовски.

## Излагачи
1. Нада Алавања
2. Срђан Апостоловић
3. Зоран Белић
4. Вера Божичковић Поповић
5. Искра Браво
6. Милун Видић
7. Биљана Вилимон
8. Зоран Вуковић
9. Савица Дамјановић
10. Мило Димитријевић
11. Катарина Дрљевић
12. Ђорђе Ђорђевић
13. Мирослав Ђорђевић
14. Александар Ђурић
15. Жељко Ђуровић
16. Катарина Зарић
17. Бора Иљовски
18. Олга Јанчић
19. Зоран Јездимировић
20. Љубинка Јовановић
21. Бранимир Карановић
22. Драган Кићовић
23. Радомир Кнежевић
24. Марко Кратохвил
25. Јован Ото Лого
26. Тахир Лушић
27. Бранислав Марковић
28. Душан Марковић
29. Срђан Марковић
30. Зоран Марјановић
31. Велимир Матејић
32. Бранко Миљуш
33. Момчило Митић
34. Миодраг Млађовић
35. Миодраг Нагорни
36. Зоран Павловић
37. Михаило Петковић
38. Божидар Плазинић
39. Божидар Продановић
40. Милан Радовановић
41. Рада Селаковић
42. Драгана Станаћев
43. Вера Стевановић
44. Радмила Степановић
45. Бранислав М. Стефановић
46. Бранислав Суботић
47. Зоран Тодовић
48. Јелица Ћелафић
49. Мирољуб Филиповић
50. Милан Цмелић
51. Славољуб Чворовић